# Слюсарєв Геннадій Данилович
Геннадій Данилович Слюсарєв (нар. 22 травня 1947) — радянський та український тренер та футбольний функціонер.

## Кар'єра гравця
Народився 2 травня 1947 року в Брянській області у родині військовослужбовця. Футболом почав захоплюватися у Прилуках,  у місцевій ДЮСШ. Закінчив Прилуцьку середню школу, продовжив навчання у Білоруському державному інституті фізичної культури та спорту. Під час навчання виступав за інститутську команду з футболу на першість Мінська.

## Кар'єра футбольного функціонера
З 1970 по 1972 рік служив у лавах Радянської армії. 1973 року, демобілізувавшись, приїхав до Полтави.
Працював викладачем фізкультури в Мінській області.
З 1973 року трудився у комітеті фізкультури та спорту при Полтавському міськвиконкомі під керівництвом Бориса Маслова. У 1975 році очолив міський спорткомітет, де працював до 1987 року. У 1987 році на запрошення Віктора Пожечевського перейшов на посаду технічного директора полтавської «Ворскли», на якій пропрацював до 1990 року. У 1991 році зайняв посаду асистента головного тренера полтавського клубу. З 1 серпня по 7 листопада 1997 року у складі тренерської ради допомагав тренувати полтавську «Ворсклу». До 2002 року працював начальником команди. З 2002 року очолював Комітет із розвитку футболу в регіонах при Полтавській обласній федерації футболу. З 2004 до 2005 року — старший викладач кафедри фізвиховання Полтавського педагогічного університету. Працював головою студентської збірної Полтавщини з футболу, яка в червні 2005 року на 7-й Універсіаді завоювала срібні медалі змагання. Того ж року призначений спортивним директором ФК «Ворскла», на якій працює й на даний час.

## Досягнення
- Почесний працівник фізичної культури та спорту України (2006)
- Заслужений працівник фізичної культури та спорту України (2009)